# 畅春园
39°59′36″N 116°18′01″E / 39.993346°N 116.300307°E

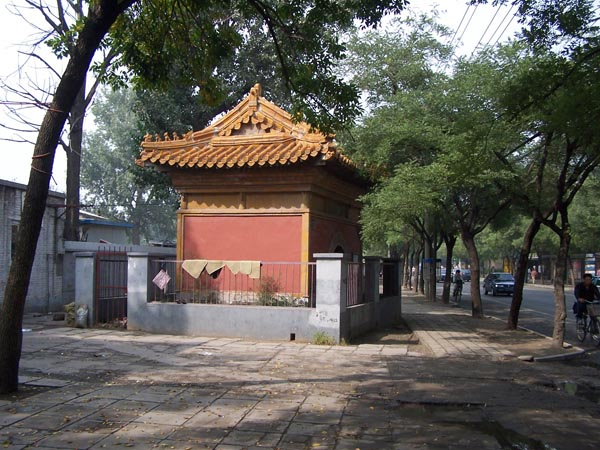
畅春园恩佑寺山门

畅春园是清朝皇家园林，位于北京市海淀区，圆明园南，北京大学西。

## 历史
原址是明朝皇帝神宗的外祖父武清伯李伟修建的“清华园”。园内有前湖、后湖、挹海堂、清雅亭、听水音、花聚亭等山水建筑。根据明朝笔记史料推测，该园占地1200亩左右，被称为“京师第一名园”。明朝灭亡后，园址荒废。
1684年，康熙帝南巡归来后，利用清华园残存的水脉山石，在其旧址上仿江南山水营建畅春园，作为在郊外避暑听政的离宫。畅春园由镶黄旗满洲高斌之父内务府郎中高衍中监修。园林山水总体设计由宫廷画师叶洮负责，聘请江南园匠张然叠山理水，同时整修万泉河水系，将河水引入园中。为防止水患，还在园西面修建了西堤（今颐和园东堤）。
自畅春园落成之后，康熙帝每年有一半的时间在园内居住。其曾亲撰《御制畅春园记》，并经常在此听政理事、休养游玩，最终于康熙六十一年（1722年）驾崩于园内清溪书屋。
由于其他园林的修建，雍正帝、乾隆帝等皇帝开始居住于圆明园，畅春园凝春堂一带改为皇太后居所。乾隆帝生母崇庆皇太后钮祜禄氏喜爱此园，在其中居住了四十二年，其居所为寿萱春永殿。因此乾隆帝时常来到这里请安、游赏，加上乾隆少时曾被祖父康熙帝赐居于畅春园澹宁居，所以留下很多有关畅春园的诗文。例如：
《御制诣畅春园问皇太后安》
昨夜雨诚大，慈恩免问安。（乾隆自注：“十六日传诘朝请安，因夜雨较大，皇太后差人止行，谨遵懿旨，展缓一日。”）
今晨晴更爽，趋诣敬承欢。
水殿夏宜凊，风疎浦正宽。
康强绵福履，锡类万方观。
由于畅春园在圆明园之南，所以当时俗称为“前苑”。
随着清朝中后期大清朝国势转衰敗，逐渐放弃了对园林内建筑的增建與修补，而至道光年间，畅春园已趋破败，迫使道光帝将恭慈皇太后接往圆明园绮春园居住。
1860年，英法联军攻入北京焚烧圆明园时，也将畅春园一并烧毁。此后畅春园废址失于保护，园内残存建筑在同治年间被拆用于圆明园复建工程。
1900年光绪二十六年，八国联军（英、德、法、美、日、奥、意、俄国）占领北京时，八国联军直接造成義和團被消灭，以及京津一带清军的溃败，迫使慈禧太后挟光緒帝逃往陝西西安；最终清廷与包含派兵八国在內的十一国签订《辛丑和約》，付出庞大的賠款。而畅春园再次遭到附近居民及八旗驻军的洗劫，园林内树木山石均被私分殆尽。
至民国时期，畅春园遗址已成荒野，仅有恩佑寺及恩慕寺两座琉璃山门残存，但今门内亦破败不堪。
目前畅春园遗址范围内分布有北达资源中学校舍和北大教工宿舍住宅区，以及北京大学畅春园新宿舍区。北京修建北四环路时曾发现了园门地基遗址。恩佑寺及恩慕寺山门于1981年被列为北京市海淀区文物保护单位。

## 建筑

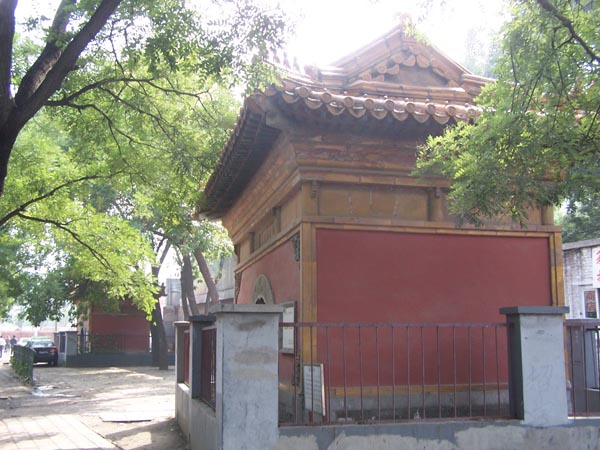
畅春园恩佑寺及恩慕寺山门

根据文献图档估算，畅春园南北长约1000米，东西宽约600米，占地900亩（60公顷）。设园门五座：大宫门、大东门、小东门、大西门、西北门。全胜时期，有中、东、西三路。

### 中路：
正门在南墙东侧，门内为畅春园的理政和居住区，中路沿中轴线向内依次为大宫门、九经三事殿、二宫门、春晖堂、寿萱春永殿、后罩殿、云涯馆、瑞景轩、延爽楼、鸢飞鱼跃亭。亭北有丁香堤、芝兰堤、桃花堤、前湖和后湖。

#### 大宫门：
畅春园宫门五楹，门外东西朝房各五楹。宫门悬挂“畅春园”匾额。小河环绕宫门，东西两旁为角门，随墙有门两个。

#### 九经三事殿：
经过大宫门，正中间即为九经三事殿，殿后内朝房各五楹。
康熙帝在畅春园中避喧听政的所在，九经三事匾额为其御书。九经出自《中庸》：“凡为天下国家有九经，曰：修身也，尊贤也，亲亲也，敬大臣也，体群臣也。子庶民也，来百工也，柔远人也，怀诸侯也。”指人生要达到的九种修身境界。九经三事殿即是尊经循礼治理国事之意。

#### 二宫门：
五楹。门后依次为春晖堂、垂花门、寿萱春永、后照殿。

#### 春晖堂：
经过二宫门，正中间为春晖堂，五楹；东西配殿各五楹。春晖堂匾额为乾隆御书。

#### 寿萱春永殿：
春晖堂后，经过一道垂花门，即为内殿五楹的寿萱春永殿。其左右配殿五楹，东西耳殿各三楹。寿萱春永匾额为乾隆御书。寿萱春永殿悬挂乾隆御书对联：“璇阁香清露华滋蕙畹，萱阶昼永云锦蔚荷裳”。

#### 后照殿：
十五楹，在寿萱春永殿之后。

#### 嘉荫：
在后照殿的后面，是三楹的倒座殿，名“嘉荫”，其匾额为康熙御书。

#### 云涯馆：
前有积芳亭。积芳为康熙御书。云涯馆匾额为乾隆御书。

#### 瑞景轩：
云涯馆后渡桥，循山向北，有河水池塘。南北立二坊，名为“玉涧”、“金流”。门内为瑞景轩。轩后为“林香”、“山翠”，两者匾额皆为康熙御书。园内筑东西二堤，长各数百步。东堤为丁香堤，西堤为芝兰堤，皆通往瑞景轩。西堤之外，还有一堤，名为桃花堤。

#### 延爽楼：
瑞景轩后为延爽楼，其匾额为康熙御书，三层，九楹。稍南为观莲所，观莲所匾额为乾隆御书。

#### 式古斋：
延爽楼左为式古斋，斋后为“绮榭”。式古斋、绮榭，两者匾额皆为康熙御书。

#### 鸢飞鱼跃亭：
延爽楼后河上，为鸢飞鱼跃亭。鸢飞鱼跃匾额为康熙御书。

### 东路：
东路为澹宁居、龙王庙、剑山、渊鉴斋、藏拙斋、兰藻斋、太朴轩、清溪书屋、小东门、恩慕寺和恩佑寺。

#### 剑山：
云涯馆东南角门外，转北，过板桥，为剑山。

#### 苍然亭：
剑山山上为苍然亭，其匾额为康熙御书。

#### 清远亭：
剑山山下为清远亭，其匾额为康熙御书。

#### 龙王庙：
由剑山往东走，为龙王庙。龙王庙匾额为“甘霖应祷”，为康熙御书。

#### 澹宁居：
过清远亭，沿堤而南，河上筑南北垣一道。中间有朝着西边的门西，名为广梁门。门内为澹宁居。其前殿为康熙帝御门听政、选馆引见的地方。其后殿为乾隆帝少时读书的地方。澹宁居匾额为康熙御书。

#### 渊鉴斋：
大东门土山北，循河岸西，上为渊鉴斋，七楹，南向。匾额为康熙御书。斋后临河为云容水态。
渊鉴斋是畅春园内康熙帝倡导和指导编纂浩瀚典籍的地方。在这里，康熙帝令徐乾学编注《御选古文渊鉴》，又组织张英、王士等人纂修大型类书《渊鉴类函》。

#### 藏辉阁：
渊鉴斋的前方，有水中敞宇三楹，名为藏辉阁，匾额为康熙御书。

#### 清籁亭：
藏辉阁后，临河为清籁亭，匾额为康熙御书。

#### 佩文斋：
渊鉴斋后，临河为云容水态。云容水态左廊后，即为佩文斋，五楹。匾额为康熙御书。
佩文斋是康熙帝收藏古今典籍名画书法的殿堂，是他读书、鉴赏书画和学书练字的书画室，也是他编纂书画典籍和画谱的工作间。康熙帝以佩文斋为基地，进行大规模的持续不断的诗文书画的编纂工作。其中以“佩文斋”冠名的书籍就有《佩文斋咏物诗选》《佩文斋广群芳谱》《佩文斋书画谱》《佩文韵府》。

#### 兰藻斋：
佩文斋后，西为葆光斋，东为兰藻斋。匾额皆为康熙御书。

#### 养愚堂：
佩文斋的东北方，为养愚堂，匾额为康熙御书。

#### 藏拙斋：
养愚堂对面，有正房七楹，名为藏拙斋，匾额为康熙御书。

#### 疏峰：
兰藻斋循东岸而北，山后西边有三楹建筑，名为疏峰，匾额为康熙御书。

#### 太朴轩：
循岸而西，临湖，正轩五楹，名为太朴轩，匾额为康熙御书。

#### 小东门：
太朴轩的东边，有石径，和东垣相接，即小东门。

#### 清溪书屋/恩佑寺:
溪北为清溪书屋。清溪书屋的西边为藻思楼，后为竹轩。三者匾额皆为康熙御书。
清溪书屋为康熙帝在畅春园居住的地方。雍正即位后，为圣祖仁皇帝荐福，建恩佑寺于畅春园东垣。即将书屋改为恩佑寺。
恩佑寺外临通衢门，内跨石桥，三殿五楹，南北配殿各三楹。其正殿内供奉三世佛，左奉药师佛，右奉无量寿佛。山门匾额为“敬建恩佑寺”，二层山门匾额为“龙象庄严”，正殿匾额为“心源统贯”，三者匾额皆为雍正御书。殿内龛匾额为“宝地昙霏”，悬挂对联为：“万有拥祥轮净因资福，三乘参慧镜香界超尘”，二者匾额皆为乾隆御书。
现位于北京大学西门外，仅存山门。

#### 恩慕寺：
在恩佑寺之右。恩慕寺殿宇规制与恩佑寺相同。
乾隆四十二年，乾隆因母亲病逝，仿照自己祖父和父亲的做法和取名，于恩佑寺之侧，为母亲修建了恩慕寺，以期待为母亲广资慈福。恩慕寺正殿奉药师佛一尊，左右奉药师佛一百八尊。南配殿奉弥勒像，北配殿奉观音像，左右立石幢一刻，全部药师经一勒。山门匾额为“敬建恩慕寺”，二层山门匾额为“慈云广荫”，大殿匾额为“福应天人”，殿内匾额为“慧雨仁风”，悬挂对联为：“慈福遍人天祥开佛日，圣恩留法宝妙现心灯”，皆为乾隆御书。

### 西路：
西路为玩芳斋、买卖街、无逸斋、菜园、关帝庙、娘娘庙、凝春堂、蕊珠院、观澜榭、集凤轩等景点。园西出大西门为西花园，有湖泊四处，湖边散落有讨源书屋、观德处、承露轩等建筑，为幼年皇子居住之所。

#### 玩芳斋：
春晖堂之西，出如意门，过小桥，为玩芳斋。山后为韵松轩，匾额为康熙御书。
玩芳斋，旧名“闲邪存诚”，此为康熙所题匾额。雍正二年，乾隆曾在此读书。乾隆四年，毁于火，后重建此斋。玩芳斋匾额为乾隆御书。

#### 买卖街和船坞：
二宫门外，出西穿堂门，为买卖街南垣，外为船坞，门内别宇五楹，北向，名为西墅，靠近无逸斋的东门。
买卖街建于河之南岸，仿照市井景物建造。
船坞内停泊大小御舟。小船名为月波，大船一条名为吉祥舟，另一条名为载月舫。

#### 无逸斋：
由船坞西行数步，即为无逸斋。东垂花门内为正宇三楹，其后跨河之上有长廊，名为韵玉廊。廊西为“松篁深处”。自右廊入为无逸斋门，门内正殿五楹。西廊内正宇为“对清阴”。廊西为“蕙畹芝原”。无逸斋匾额为康熙御书，其余皆为乾隆御书。
无逸斋取意为《尚书•无逸》中：“君子所，其无逸”之意。康熙年间赐理密亲王居住，嗣理密亲王移居西花园，遂为年幼皇子皇孙读书之所。乾隆登基后于此传膳办事。斋内有乾隆御书《周书•无逸》篇，后有御题十韵。

#### 菜园：
无逸斋北角门外近西垣一带，南为菜园数十亩，北侧有稻田数顷。

#### 关帝庙：
无逸斋后循山径稍东有关帝庙，匾额为“忠义”，为康熙御书。东过板桥、方亭为莲花岩，对河为松柏闸。松柏闸河之东岸即兰芝堤，西堤即桃花堤。

#### 娘娘庙：
关帝庙后为娘娘殿，殿台方式，建于水中。

#### 凝春堂：
渊鉴斋之西。东室三楹为纯约堂，其右河厅三楹为迎旭堂。纯约堂东为招凉精舍，河厅之西为湾转桥，桥北圆门为“憩云”。迎旭堂后回廊折而北为晓烟榭。
凝春堂旧时无匾额，因东室纯约堂为康熙御书，即称为纯约堂。乾隆十二年重修，以奉圣母慈豫，乾隆题为凝春堂。之后康熙所题纯约堂匾额依旧悬挂在东室旧处。

#### 松柏室：
河岸以西为松柏室，其左为乐善堂，别院有亭为天光云影，其匾额为篆书。

#### 红蕊亭：
松柏室后出山口临河为红蕊亭，红蕊亭匾额为篆书。红蕊亭东为秀野亭。

#### 蕊珠院：
自天光云影后廊，出北小门，山北为回芳墅。自回芳墅北转山口过河，水中大阁为蕊珠院。蕊珠院匾额为康熙御书。院内匾额为“凭虚畅襟”，为乾隆御书。

#### 观澜榭：
蕊珠院北埠上层台为观澜榭，为康熙御书。

#### 集凤轩：
蕊珠院之西，过红桥，北为集凤轩。轩前连房九楹，中为穿堂门，门北正殿七楹。殿后稍左，为“月崖”。其右有亭，为“锦波度”。河桥西为“俯镜清流”。匾额皆为康熙御书。
乾隆十四年夏天，皇太后曾于新装潢的集凤轩赐膳乾隆。

#### 天馥斋：
小西门北一带有延楼，自西至东北角，上下共八十四楹。西楼为天馥斋。馥斋牌坊前额曰“目穷寥廓”，后额曰“露澄霞焕”。

#### 雅玩斋：
自东转角楼，再至东面，楼共九十六楹。中楼为雅玩斋。

#### 紫云堂：
天馥斋东为紫云堂。紫云堂之西，过穿堂北，为西北门，即畅春园墙外。

#### 西花园：
清康熙年间，畅春园西侧修建了一座西花园，即今海淀公园。
西花园的主要建筑为讨源书屋，是皇太子允礽的居室和书房。乾隆年间，弘历在畅春园向皇太后问安后曾在此传膳、理事和吟诗读书。
这里近临清溪，远对层山，松柏长青，竹树蓊郁，雅致幽静，是读书的好地方。

## 造园景观
畅春园以园林景观为主，建筑朴素，多为小式卷棚瓦顶建筑，不施彩绘。园墙为虎皮石砌筑，堆山则为土阜平冈，不用珍贵湖石。园内有大量明代遗留的古树、古藤，又种植了腊梅、丁香、玉兰、牡丹、桃、杏、葡萄等花木，林间散布麋鹿、白鹤、孔雀、竹鸡，景色清幽。
畅春园这种追求自然朴素的造园风格影响了在其之后落成的避暑山庄和圆明园（乾隆皇帝扩建之前）等皇家宫苑。

## 收藏
由于年岁久远，战乱频繁，屡次遭劫，畅春园所收藏的珍宝大多遗失、毁灭。兹录入部分《清宫内务府造办处档案》内容，以备查阅和深入了解畅春园。

### 雍正朝：
丹山瑞岁蛇腹断琴。
机械自行虎两只，头尾皆有毛须。

### 书籍：
- 《清宫内务府造办处档案汇总》，2005，香港中文大学编/第一历史档案馆编
- 《钦定日下旧闻考》